# Faurea

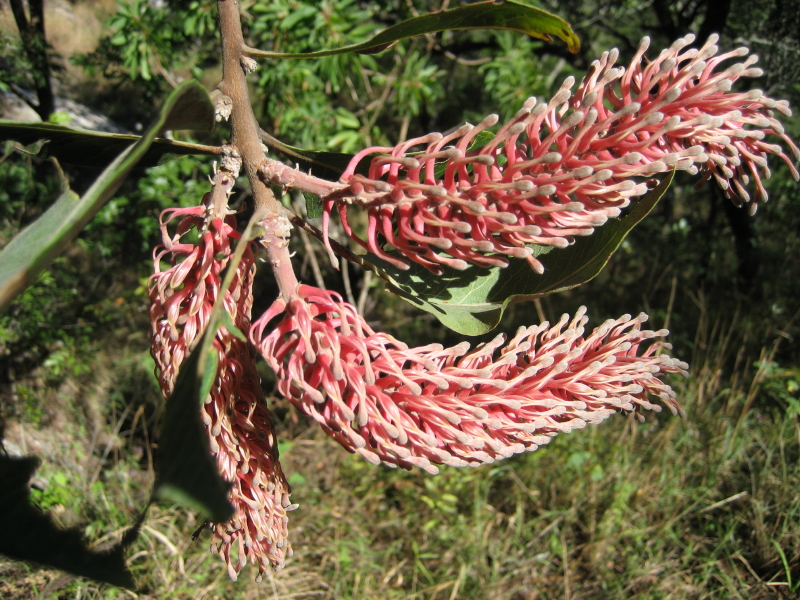
Kwiatostany gatunku Faurea rubriflora

Faurea Harv. – rodzaj roślin z rodziny srebrnikowatych (Proteaceae). Obejmuje co najmniej 15 gatunków występujących naturalnie w Afryce Południowej i na Madagaskarze

## Systematyka
Pozycja i podział rodziny według Angiosperm Phylogeny Website (aktualizowany system APG III z 2009)
Rodzaj z rodziny srebrnikowatych stanowiącej grupę siostrzaną dla platanowatych, wraz z którymi wchodzą w skład rzędu srebrnikowców, stanowiącego jedną ze starszych linii rozwojowych dwuliściennych właściwych. W obrębie rodziny rodzaj stanowi klad bazalny w plemieniu Proteeae Dumort., 1829. Plemię to klasyfikowane jest do podrodziny Proteoideae Eaton, 1836
Wykaz gatunków
| - Faurea arborea Engl. - Faurea argentea Hutch. - Faurea coriacea Marner - Faurea delevoyi De Wild. - Faurea discolor Welw. - Faurea forficuliflora Baker - Faurea galpinii E.Phillips - Faurea intermedia Engl. & Gilg | - Faurea lucida De Wild. - Faurea macnaughtonii E.Phillips - Faurea racemosa Farmar - Faurea rochetiana (A.Rich.) Chiov. ex Pic.Serm. - Faurea rubriflora Marner - Faurea saligna Harv. - Faurea wentzeliana Engl. |